# 齐攻英氏之战
齐攻英氏之战，公元前643年（周襄王十年、鲁僖公十七年、齐桓公四十三年），齐国、徐国联军攻打英氏（今安徽省金寨县东南）的作战。
前645年，楚国为夺取对淮水流域的控制权，曾发兵远征徐国，在婁林之戰击败徐军。前643年春，齐国、徐国联军进攻已被楚国所灭的英氏，以报复娄林之役。